# Unda (rzeka)
Unda (ros. Унда) – rzeka w azjatyckiej części Rosji, w Kraju Zabajkalskim, prawy dopływ Ononu. Jej długość wynosi 273 km; dorzecze zajmuje powierzchnię 9170 km².
Źródła rzeki znajdują się we wschodniej części pasma Kukulbej. Unda jest pokryta lodem przez 160–200 dni w roku (zazwyczaj od przełomu października i listopada do końca kwietnia).